# Містер Попелюшка
Містер Попелюшка (англ. Mister Cinderella) — американська кінокомедія режисера Едварда Седжвіка 1936 року.

## У ролях
- Джек Хейлі — Джо Дженкінс
- Бетті Фернесс — Патрісія «Пет» Рендольф
- Артур Трічер — Воткінс, дворецький Рендольфа
- Реймонд Волберн — Пітер Рендольф
- Роберт МакВейд — містер Дж. Дж. Гейтс
- Розіна Лоуренс — Мейзі Меррівотер
- Монро Оуслі — Алойзіус П. Меррівотер
- Кетлін Локхарт — тітка Пенелопа «Пенні» Вінфілд
- Едвард Брофі — детектив МакНатт
- Шарлотта Вінтерс — Марта
- Том Дуган — Спайк Нолан
- Іріс Адріан — Ліл, подруга Мейзі
- Тобі Вінг — Лулу, касир
- Морган Воллес — містер Еметт Фосетт
- Артур Ейлсворт — містер Сімпсон
- Джон Хаямс — містер Вілберфорс
- Лейла Макінтайр — місіс Вілберфорс